# Верхнє-Макіївська волость
Верхнє-Макіївська волость — історична адміністративно-територіальна одиниця Донецького округу Області Війська Донського з центром у слободі Макієвка.
Станом на 1873 рік складалася зі слободи та селища. Населення — 4216 осіб (2187 чоловічої статі та 2089 — жіночої), 610 дворових господарств і 7 окремих будинків.
Найбільші поселення волості:
- Макієвка — слобода над річкою Вільхова за 110 верст від окружної станиці та 12 верст від Шалаївської поштової станції, 3102 особи, 474 дворових господарств та 5 окремих будинків, у господарствах налічувалось 146 плугів, 293 коней, 585 пар волів, 3108 овець;
- Новопавлівське — селище над річкою Вільхова за 110 верст від окружної станиці та 12 верст від Шалаївської поштової станції, 1114 осіб, 136 дворових господарств та 2 окремих будинки, у господарствах налічувалось 75 плугів, 186 коней, 303 пари волів, 2783 овець.

Старшинами волості були:
- 1904-1907 роках — селянин Іван Федорович Пархоменков[2],[3].
- 1912 року — І. М. Коновалов[4].